# 傑格傑格 (澳大利亞國會選區)
傑格傑格選區（英語：Division of Jagajaga），是澳大利亞維多利亞州的下議院選區，位於該州首府墨爾本東北、雅拉河以北。面積87平方公里。
選區始於1984年，名字是紀念三名與約翰·巴特曼簽訂租賃菲臘灣條約的伍伦杰里族原住民。本區是工黨的安全選區。1996年以來當區議員是珍妮·麥克林。

## 另見
- 澳大利亞聯邦下議院選舉分區